# Fiztech
Fiztech (Russisch: Физтех) is een station van de Ljoeblinsko-Dmitrovskaja-lijn van de Moskouse metro. Het station is het eerste station van lijn 10 dat buiten de MKAD ligt en is sinds 7 september 2023 het noordelijk eindpunt van de lijn.

## Geschiedenis
In 1996 verschenen, bij wijze van 1 april grap om de studenten van het instituut voor fysica Fiz en technologie Tech (MFTI) in de maling te nemen, plakkers met metrostation Fiztech. De grappenmakers plakten deze op de netkaarten en de lijnkaarten in de metrostellen. Zelfs enkele plattegronden die onder reizigers werden verspreid namen het station op. Dit fictieve station zou het noordelijke eindpunt van de Serpoechovsko-Timirjazevskaja-lijn worden vanuit Altoefjevo gezien aan de overkant van de MKAD. Het echte station kwam pas 20 jaar later in beeld toen het nieuwe technopark van het MFTI, Fiztech XXI, aan de Fjodor Doebovitski straat ook een metroaansluiting moest krijgen. Het station werd in 2016 aanbesteed als Posjolok Severnyj (Noorddorp), sinds 2018 wordt echter overeenkomstig de 1 april grap de naam Fiztech gebruikt. De opening van het noordelijkste station van de Moskouse metro was gepland voor 2022.

## Planning
In de planning van 2015 was de verlenging van de lijn ten noorden Seligerskaja in twee delen gesplitst. Het deel binnen de MKAD zou eerst gebouwd worden en pas in 2025 de, destijds geplande, drie stations, waaronder Posjolok Severnyj, buiten de MKAD. De uitgewerkte plannen uit juli 2017 spraken van een eerste spade buiten de MKAD in 2021, na de opening van Lianozovo en Jachromskaja. In december 2017 werd aangekondigd dat de bouw buiten de MKAD in december 2018 zou beginnen. In 2018 bleek echter dat de bestekken van Jachromskaja en Fiztech niet gereed waren en de bouwvegunning pas in het tweede kwartaal van 2019 zou worden verleend. In januari 2019 werd bekend dat de bouw van keersporen bij Lianozovo qua constructie zeer moeilijk zou zijn. Hierom werd besloten om Fiztech, waar wel keersporen gebouwd kunnen worden, meteen te bouwen. Op 24 januari 2019 werd deze verlenging door de gemeentelijke landinrichtingscommissie goedgekeurd. In mei 2019 werd de opening van het baanvak Seligerskaja – Fiztech vastgesteld op 2022, op 31 oktober 2019 werd dit verschoven naar september 2023. 

## Ligging
Het station is het noordelijke eindpunt van de Ljoeblinsko-Dmitrovskaja-lijn op 3,1 km ten noorden van Lianozovo. Het station ligt in de noordwest hoek van het kruispunt van de Dmitrovski Sjosse en de Dolgoproednyj Sjosse. Het station ligt in de noordelijke annexatie ten noorden van de MKAD en ten oosten van Dolgoproednyj in de oblast Moskou. Het tracé is deels bovengronds waarbij gebruik gemaakt wordt van een stilgelegde spoorlijn naar de noordelijke waterzuivering. De MKAD wordt gekruist via een bestaande onderdoorgang. In april 2020 werd bekend dat het laatste stuk naar het ondergrondse station met een tunnelboormachine zou worden gebouwd om verkeershinder te vermijden.